# Berenberg Bank
Joh. Berenberg, Gossler & Co. KG, comunament conegut com a Berenberg Bank, és una empresa multinacional de banca d'inversió i privada, fundada per la família d'origen belga Berenberg el 1590 amb seu principal a Hamburg. Després d'haver operat contínuament des de la seva fundació amb la mateixa identitat legal i la mateixa família propietària, és el banc mercantil més antic del món i el segon banc del món. Els seus propietaris, la família Berenberg/Gossler, pertanyien a l'elit dominant dels mercaders hanseàtics de la ciutat estat d'Hamburg i diversos membres de la família van servir en el govern d'aquesta ciutat a partir de 1735. Com molts altres banquers mercantils, Berenbergs eren originàriament comerciants de teixits. El nom del banc es refereix a Johann Berenberg i al seu gendre Johann Hinrich Gossler, i que s'ha mantingut sense canvis des de 1791.
El Banc Berenberg participa activament a la banca d'inversió, especialment en les transaccions paneuropees de recerca de renda variable, de corretatge i de mercats de capitals, a més a més de la banca privada per a clients rics i la gestió d'actius institucionals. Berenberg Bank té al voltant de 1.500 empleats; a més a més de la seva seu a Hamburg, compte amb presència significativa a Londres, Zúric, Frankfurt del Main i Nova York, i 11 oficines a Europa, Amèrica i l'Àsia. El banc està organitzat com una societat limitada amb socis personalment responsables, i es destaca per la seva estratègia comercial conservadora. Després de la crisi financera dels anys 2000, el banc ha crescut ràpidament. L'actual soci principal i cap del banc Hans-Walter Peters és també president de l'Associació de Bancs Alemanys.

## Història

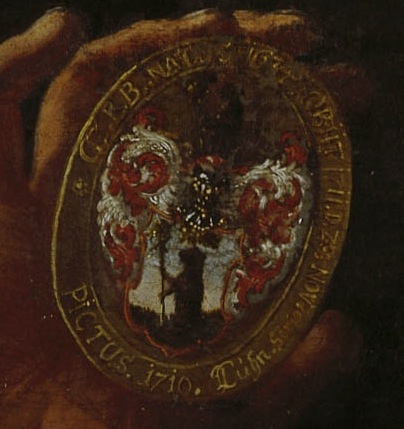
Escut d'Armes de la familia Berenberg (detall, 1710)

La Companyia Berenberg va ser fundada a Hamburg l'any 1590 pels germans Hans (1561-1626) i Paul Berenberg (1566-1645). El 1585, els protestants Berenbergs van sortir d'Anvers -en la Bèlgica d'avui-, en aquest moment un dels centres comercials d'Europa, ja que els protestants dels Països Baixos tenien l'opció de convertir-se al catolicisme o abandonar el país. El banc ha estat contínuament propietat dels seus descendents de llavors ençà.
Els Berenbergs eren originàriament comerciants de teles i van estendre ràpidament el seu negoci a altres mercaderies. El net de Hans Berenberg, Cornelius Berenberg (1634-1711), va ser el primer de dedicar-se a la banca comercial i va convertir l'empresa en una casa i banc mercantil molt reeixit. Va forjar vincles comercials amb França, Espanya, Portugal, Itàlia, Escandinàvia i Rússia. Les connexions familiars dels Berenbergs van ser fonamentals per al desenvolupament, especialment a Liorna i Lisboa amb les seves colònies de rics comerciants holandesos.

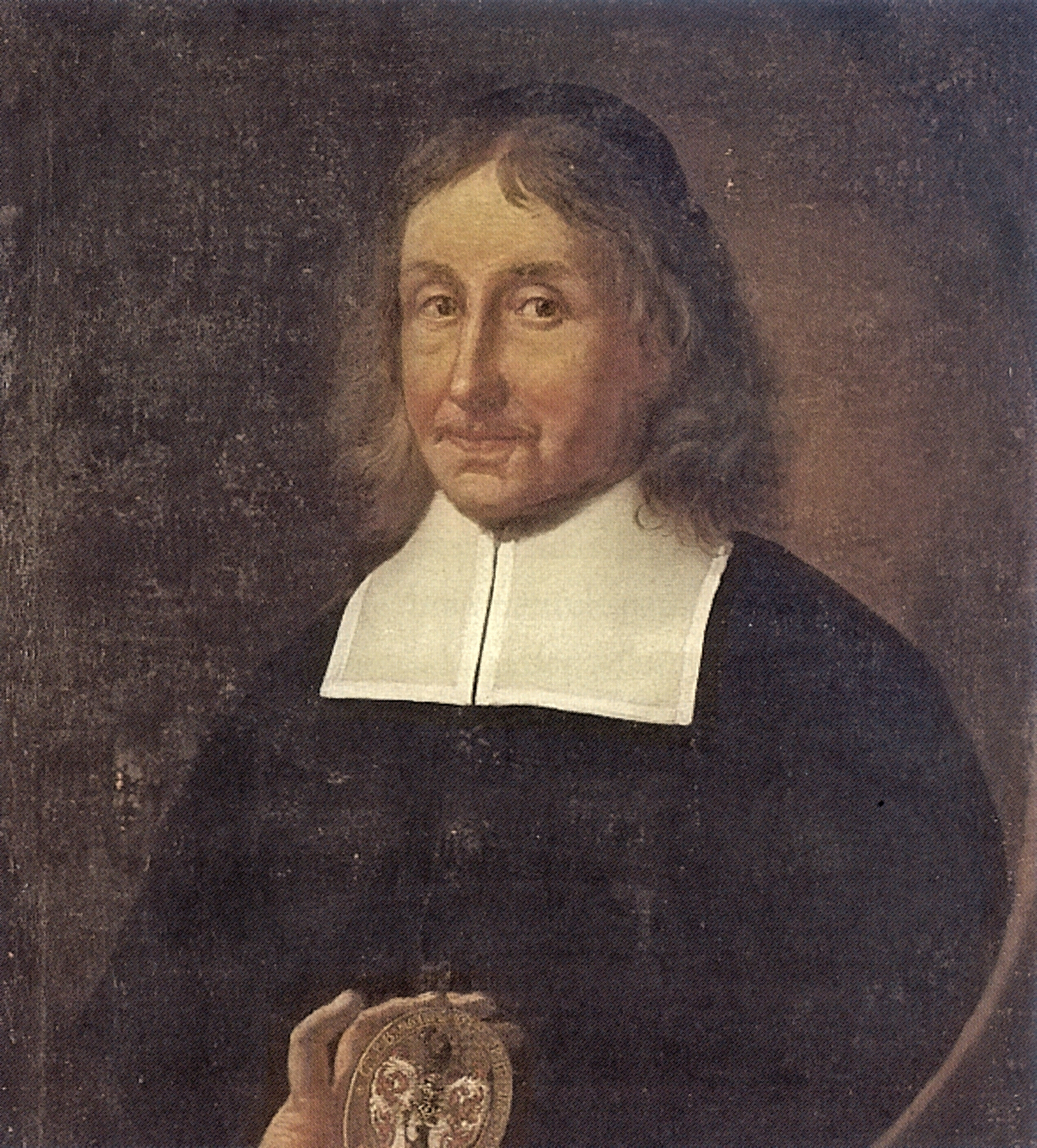
Cornelius Berenberg (1634–1711)

El fill de Cornelius Berenberg, Rudolf Berenberg (1680-1746), va ser elegit senador, és a dir, membre del govern de la ciutat estat, el 1735. A mitjan segle xviii, la banca d'inversió i les cartes de crèdit constituïen una part significativa de Les activitats de l'empresa. Rudolf Berenberg estava casat amb Anna Elisabeth Amsinck (1690-1748), filla del mercader de Lisboa i Hamburg Paul Amsinck (1649-1706) i descendent de la família Welser. Els seus fills, el senador Paul Berenberg (1716-1768) i Johann Berenberg (1718-1772), es van fer propietaris de la companyia de Berenberg.
El senador Paul Berenberg va morir el 1768 sense fills, mentre que el seu germà Johann Berenberg va perdre el seu únic fill al mateix any. Per assegurar la continuació de la firma, Johann Berenberg va prendre el seu gendre Johann Hinrich Gossler (1738-1790) com nou soci el 1769; s'havia casat amb l'única filla de Berenberg, Elisabeth Berenberg (1749-1822) l'any anterior. La família Gossler és coneguda des del segle xvii, quan el besavi de Johann Hinrich Gossler era un burgès d'Hamburg. Elisabeth Berenberg va ser l'últim membre de la família Berenberg d'Hamburg, que es va extingir en la línia masculina després de la seva mort el 1822. Johann Hinrich Gossler i Elisabeth Berenberg van ser els fundadors de la família Berenberg-Gossler.
El 1788 Johann Hinrich Gossler es va fer càrrec d'un nou soci, el seu gendre L. Seyler (1758-1836), que s'havia casat amb la seva filla gran Anna Henriette Gossler (1771-1836). A partir de 1790, l'empresa va ser dirigida per L. Seyler, i la seva sogra Elisabeth Berenberg va ser soci per dret propi de 1790 a 1800. L. Seyler, fill del famós director de teatre Abel Seyler, va ser un dels més destacats d'Hamburg Comerciants en la seva vida, i va servir com a president del Commerz-Deputation i com membre del parlament d'Hamburg. El cunyat de Seyler, Johann Heinrich Gossler (1775-1842) es va unir a la firma el 1798 i es va convertir en senador d'Hamburg el 1821. Sota el lideratge de Seyler, el nom de la companyia va ser canviat a Joh. Berenberg, Gossler & Co. a partir de l'1 de gener de 1791. En el nom de l'empresa, Joh. Berenberg es refereix a Johann Berenberg (1718-1772), Gossler es refereix a Johann Hinrich Gossler i Co. es refereix originàriament a Ludwig Erdwin Seyler.

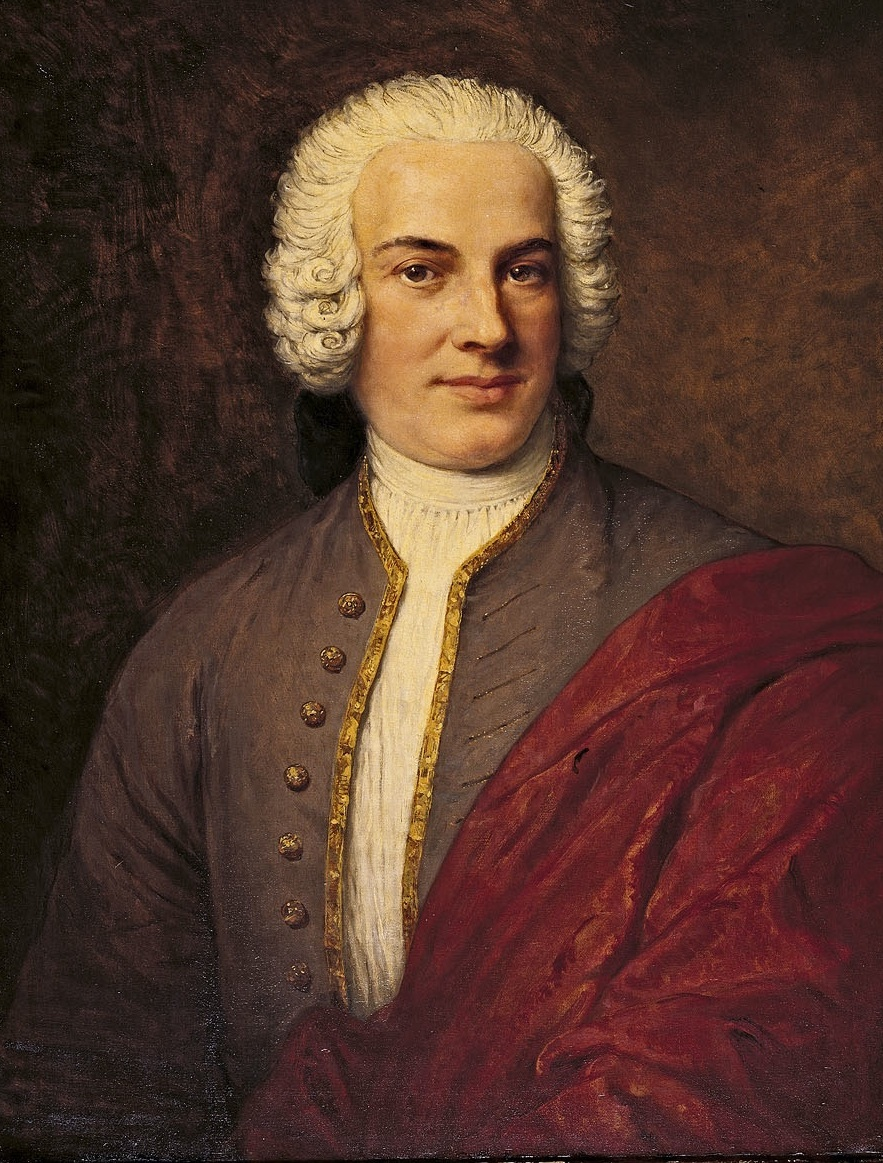
Johann Berenberg (1718–1772)
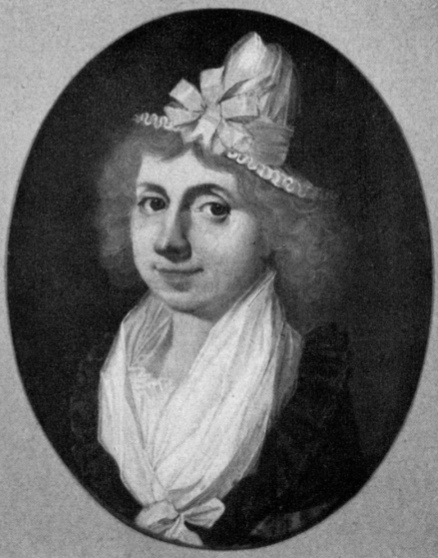
Elisabeth Berenberg (1749–1822)
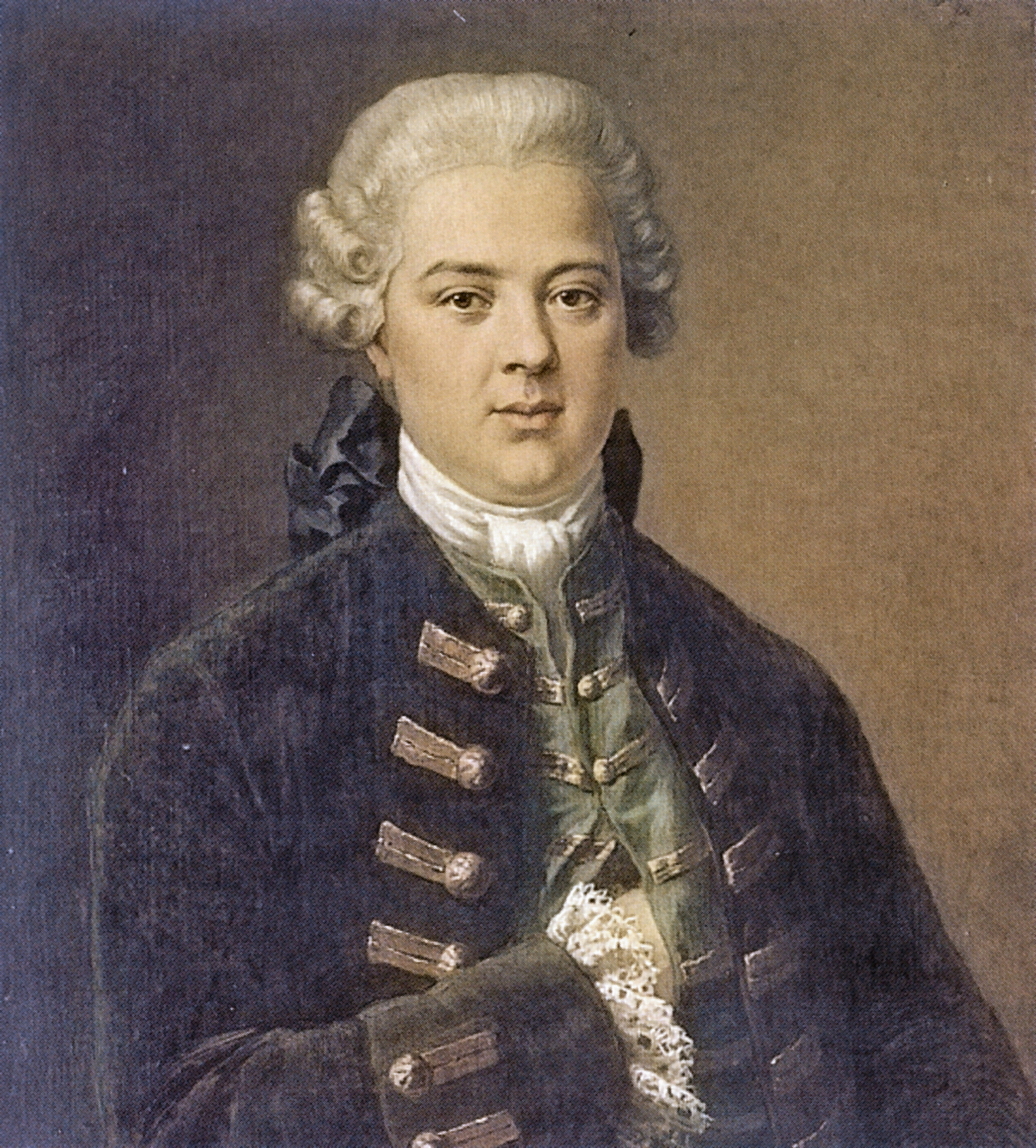
Johann Hinrich Gossler (1738–1790)
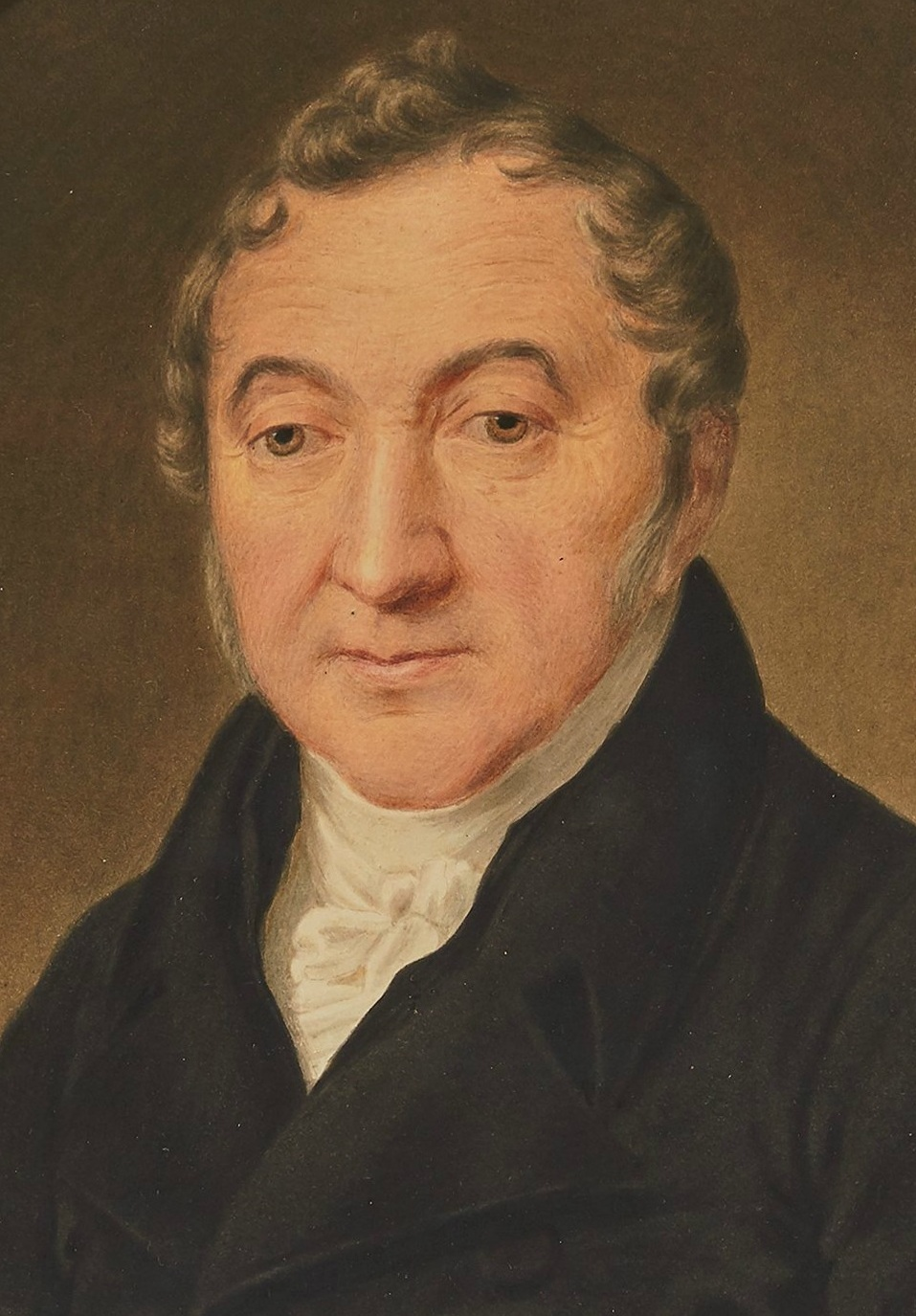
L.E. Seyler (1758–1836)

Anna Henriette Gossler i els fills de L. Seyler van ser breument copropietaris del Berenberg Bank; tenen molts descendents prominents a Hamburg i Noruega, amb noms de família com von Hosstrup, Wegner i Paus. Hermann Gossler (1802-1877), germà de Johann Heinrich Gossler (II), va ser senador i primer alcalde d'Hamburg. El germà petit d'aquest últim, Johann Heinrich Gossler (III) (1805-1879) es va convertir en soci de Berenberg Bank i va ser pare del baró Johann von Berenberg-Gossler (1839-1913), que també es va convertir en soci del banc. El 1880 el Senat d'Hamburg va concedir a la família el nom de Berenberg-Gossler, i el 1888, la família va ser ennoblida en el Regne de Prússia com von Berenberg-Gossler. El 1910 Johann von Berenberg-Gossler va rebre el títol de baró. El baró Johann von Berenberg-Gossler va ser el pare de John von Berenberg-Gossler (1866-1943), un senador i ambaixador alemany a Roma.

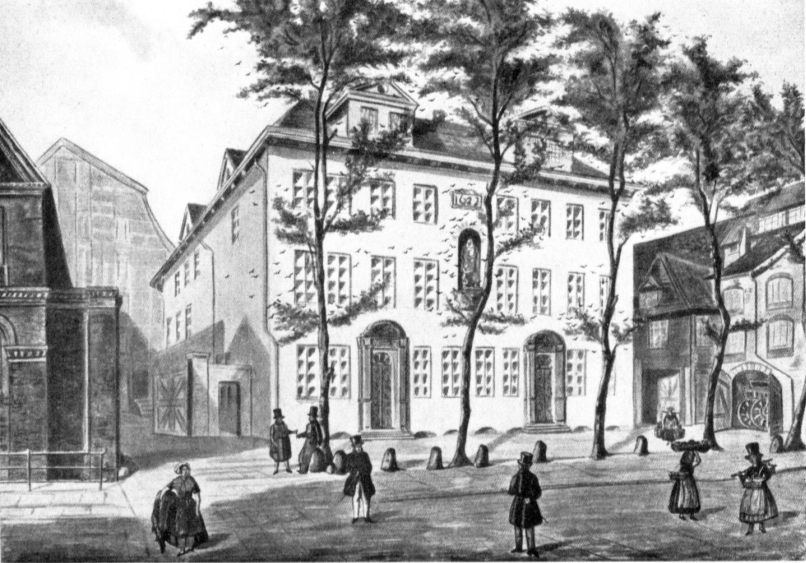
Mortzenhaus, seu de la companyia el 1788

Les cases de Berenberg-Gossler, HJ Merck i Salomon Heine van ser també els principals fundadors del Banc Norddeutsche el 1856, el primer banc comú al nord d'Alemanya i un dels predecessors del Deutsche Bank.
La família i companyia Berenberg tenia sucursals a Portugal, Itàlia i Londres en el segle xvii. Una branca de la família Berenberg també va establir amb la firma londinenca Meyer & Berenberg en el segle xvii i es trobaven entre els grans comerciants londinencs de les Índies Occidentals. En els últims anys l'oficina de Berenberg a Londres a Threadneedle Street va créixer ràpidament fins a convertir-se en la segona oficina més gran de Berenberg, centrant-se en la banca d'inversió i la banca privada per als personatges més acabalats.

## Logotip

Versió de la combinació dels escuts d'armes Berenberg–Gossler utilitzat com a logotipus del banc Berengerg.

Una versió de l'escut combinat de Berenberg-Gossler usat com a logotipus del banc de Berenberg. El logotip de la companyia és una versió estilitzada de l'escut combinat de les famílies Berenberg i Gossler, amb l'os Berenberg -adoptat en el segle xvi a Bèlgica- i el peu d'oca Gossler -adoptat el 1773 per Johann Hinrich Gossler.

## Segments de negoci
El banc està actiu en els següents segments de negoci: 
- Banca privada -normalment, el dipòsit mínim requerit per obrir o mantenir un compte és d'1 milió d'euros.[11]
- Banc d'inversió
- Gestió d'actius
- Banc comercial

## Branques
Berenberg Bank té la seu a Hamburg i presències significatives a Londres, Zúric, Frankfurt del Main i Nova York, així com oficines a Düsseldorf, Múnic, Münster, Stuttgart, Ginebra, Luxemburg, París, Viena, Boston, San Francisco, Chicago, i Shanghai. Zuric a més a més acull la filial Berenberg Bank (Schweiz) AG. L'any 2017 Berenberg Capital Markets va llogar tot el pis 53 de l'1251 Avenue of the Americas a Manhattan.
Juntament amb Bankhaus Lampe, el banc té a més a més una participació en la companyia d'inversió Universal Investment amb seu a Frankfurt.

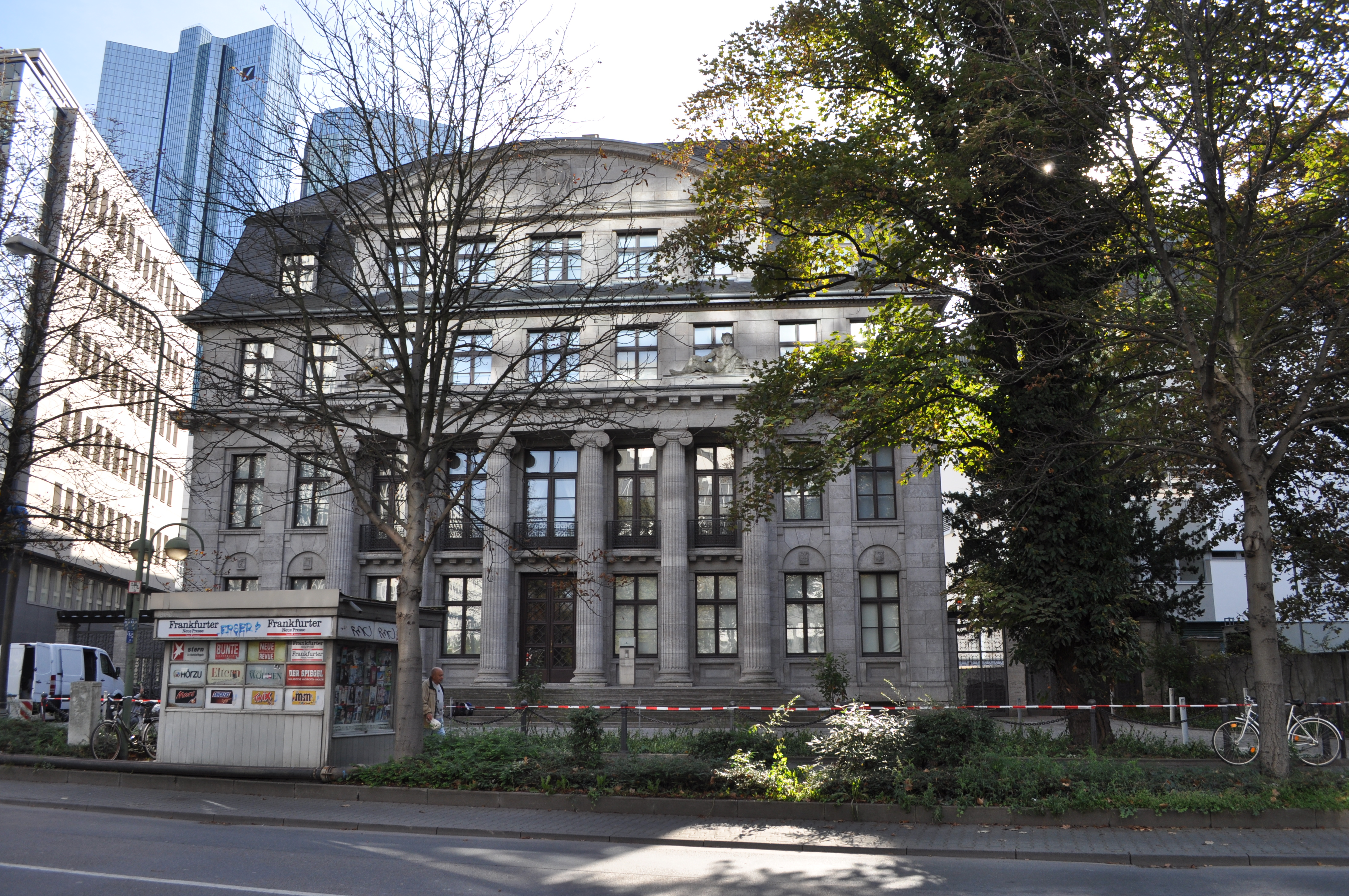
Oficina Berenberg Frankfurt del Main oficina al Districte bancari
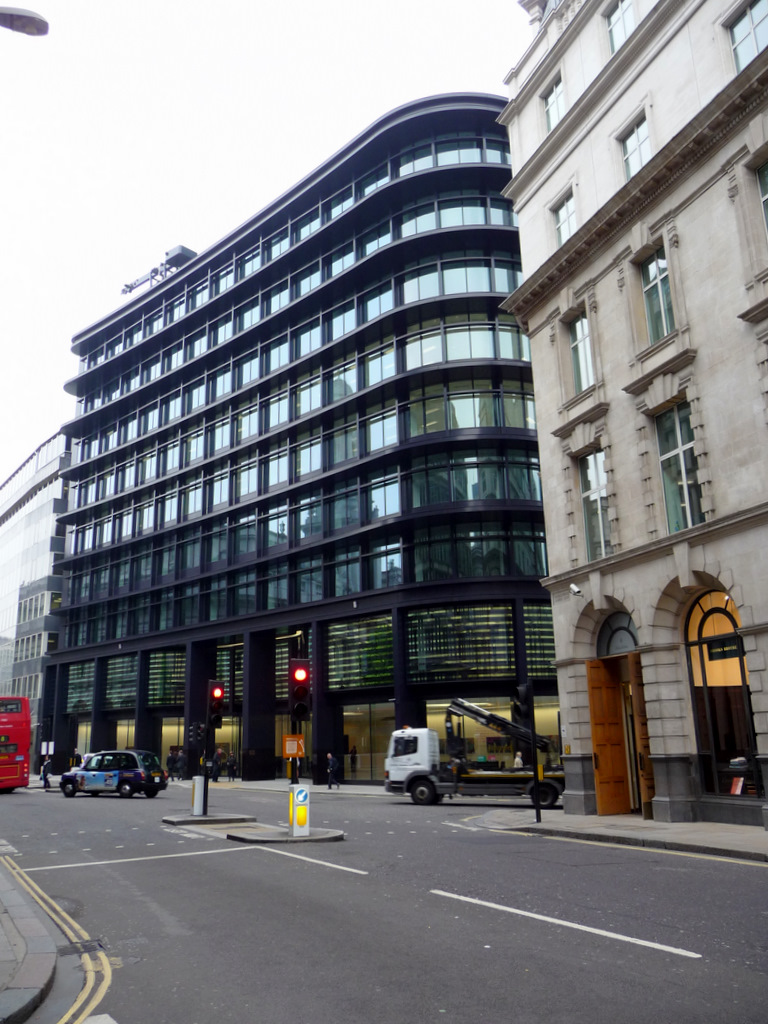
Oficina Berenberg Londres, a la City of London
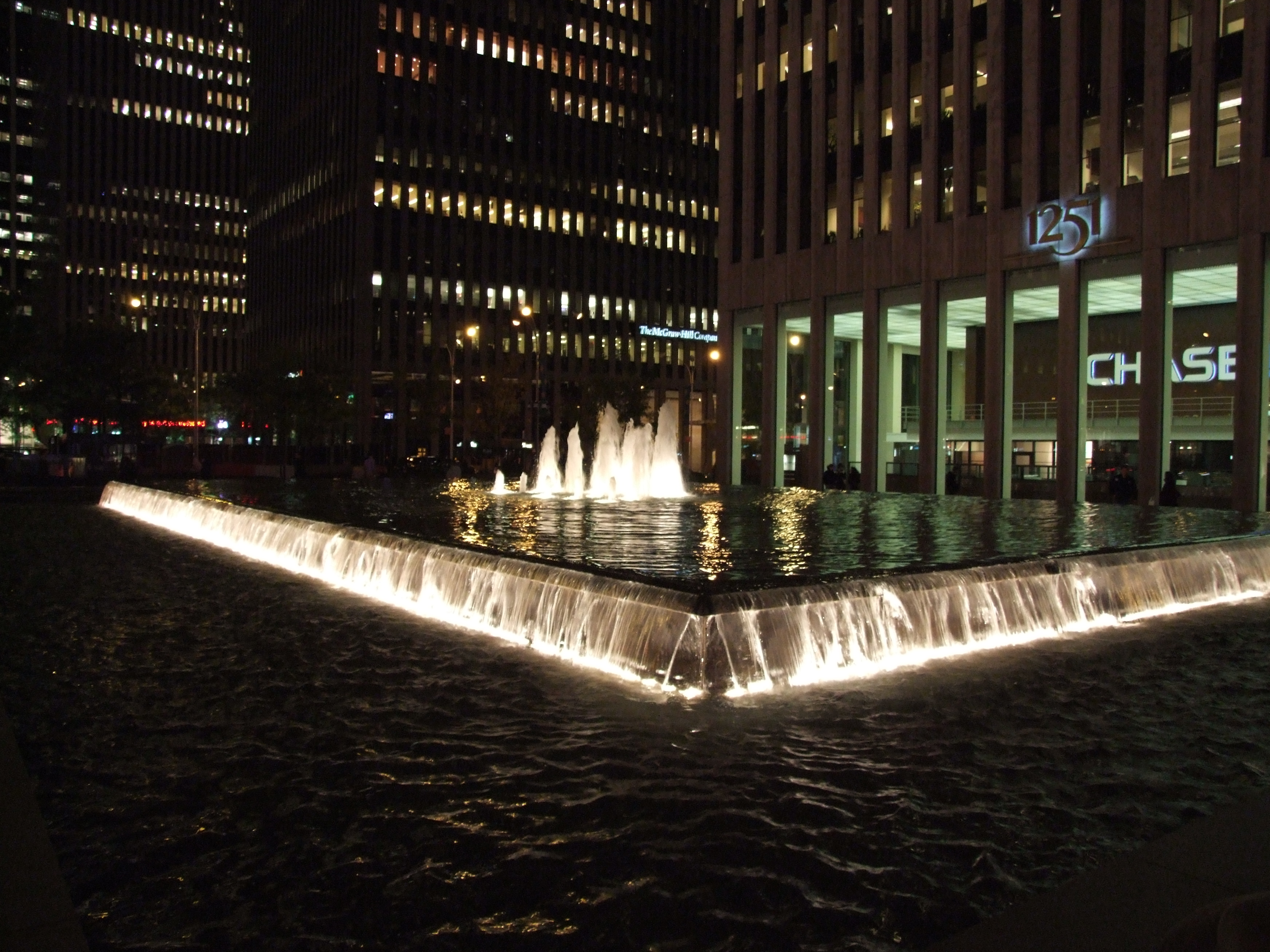
1251 Avenue of the Americas a Manhattan
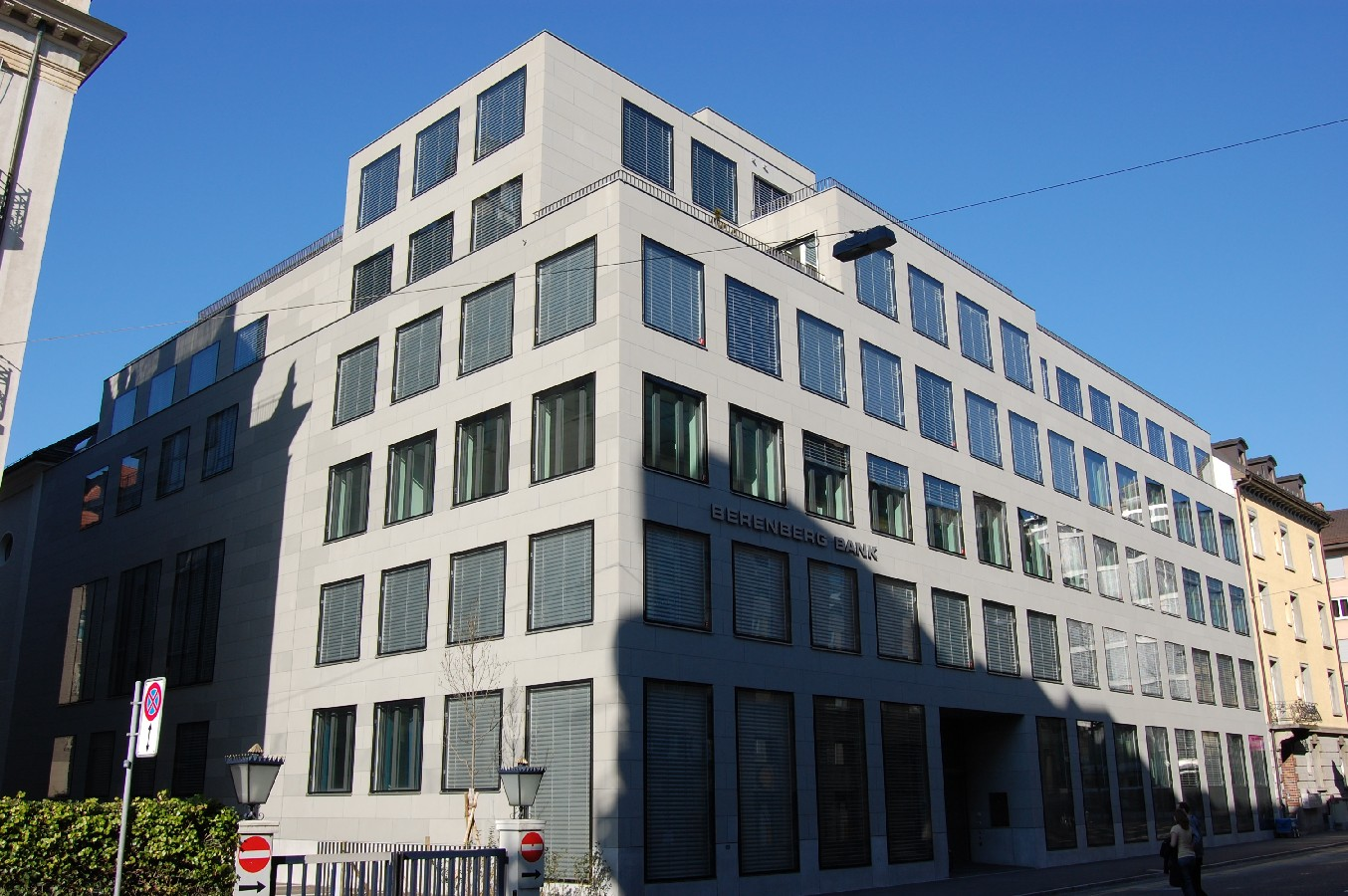
Oficina Berenberg Zúric

## Berenberg Bank Stiftung
El Berenberg Bank Stiftung és una fundació filantròpica fundada el 1990 amb motiu del 400 aniversari de la creació del Banc Berenberg. El president del consell és Joachim von Berenberg-Consbruch. La fundació dona diversos premis, entre ells el Premi Berenberg de Cultura a artistes més joves i les Beques Berenberg a artistes i grups individuals. Des de 2009, la Universitäts-Gesellschaft d'Hamburg ha concedit el Premi Berenberg de Llengua Científica, que promou l'alemany com a llengua científica.

## Propietat
Berenberg Bank està actualment dirigit per dos socis personalment responsables, Hans-Walter Peters i Hendrik Riehmer.
L'estructura de propietat és la següent: 
- Von Berenberg-Gossler família i parents 30.4%
- PetRie Beteiligungsgesellschaft GmbH (Hans-Walter Peters i Hendrik Riehmer) i Hans-Walter Peters 26.1%
- Andreas Brodtmann i antics socis personalment responsables 1.5%
- Christian Erbprinz zu Fürstenberg 15.0%
- Jan Philipp Reemtsma 15.0%
- Compagnie du Bois Sauvage SA 12.0%

### Socis
Família Berenberg
| Nº | Imatge | Nom y data                                        | Període    | Cap de l'empresa | Notes |
| -- | ------ | ------------------------------------------------- | ---------- | ---------------- | --- |
| 1  |        | Hans Berenberg (1561–1626)                        | 1590‒1626  |                  | |
| 2  |        | Paul Berenberg (1566–1645)                        | 1590‒1645  |                  | |
| 3  |        | Hans Berenberg (1593–1640)                        | 1626‒1640  |                  | |
| 4  |        | Johann Berenberg (1622–1699)                      | 1645–1699  |                  | |
| 5  |        | Rudolf Berenberg (1623–1672)                      | 1645–1672  |                  | |
| 6  |        | Cornelius Berenberg (1634–1711)                   | 1660–1711  |                  | |
| 7  |        | Johann Berenberg (1674–1749)                      | 1715–1749  |                  | |
| 8  |        | Senator Rudolf Berenberg (1680–1746)              | 1715–1746  |                  | |
| 9  |        | Rudolf Berenberg (1712–1761)                      | 1739–1761  |                  | |
| 10 |        | Senator Paul Berenberg (1716–1768)                | 1749‒1768  |                  | |
| 11 |        | Johann Berenberg (1718–1772)                      | 1749‒1772  |                  | |
| 12 |        | Johann Hinrich Gossler (1738–1790)                | 1769‒1790  | 1772–1790        | Espòs d'Elisabeth Berenberg; gendre de Johann Berenberg |
| 14 |        | Ludwig Erdwin Seyler (1758–1835)                  | 1788–1836  | 1790–1836        | Espòs d'Anna Henriette Gossler; gendre de Johann Hinrich Gossler i Elisabeth Berenberg. Després de la seva mort, els seus fills van ser breument copropietaris de la companyia de Berenberg del 26 d'octubre al 31 de desembre de 1836 [15] |
| 15 |        | Elisabeth Gossler née Berenberg (1749–1822)       | 1790‒1800  |                  | Filla de Johann Berenberg; l'últim membre de la família Berenberg en la línia masculina; esposa de Johann Hinrich Gossler |
| 16 |        | Senator Johann Heinrich Gossler (1775–1842)       | 1798 ‒1842 | 1836–1842        | Fill de Johann Hinrich Gossler i Elisabeth Berenberg |
| 17 |        | Johann Heinrich Gossler (1805–1879)               | 1830‒1879  |                  | Fill de Johann Heinrich Gossler; net de Johann Hinrich Gossler i Elisabeth Berenberg |
| 18 |        | Elisabeth von Hosstrup (1789–1837)                | 1836       |                  | Filla de L. Seyler i Anna Henriette Gossler; neta de Johann Hinrich Gossler i Elisabeth Berenberg; esposa de Gerhard von Hosstrup |
| 19 |        | Johann Hinrich Seyler                             | 1836       |                  | Fill de L. Seyler i Anna Henriette Gossler; net de Johann Hinrich Gossler i Elisabeth Berenberg |
| 20 |        | Emilie Homann                                     | 1836       |                  | Filla de L. Seyler i Anna Henriette Gossler; neta de Johann Hinrich Gossler i Elisabeth Berenberg |
| 21 |        | Louise Auguste Seyler                             | 1836       |                  | Filla de L. Seyler i Anna Henriette Gossler; neta de Johann Hinrich Gossler i Elisabeth Berenberg |
| 22 |        | Maria Seyler                                      | 1836       |                  | Filla de L. Seyler i Anna Henriette Gossler; neta de Johann Hinrich Gossler i Elisabeth Berenberg |
| 23 |        | Louise Pinckernelle                               | 1836       |                  | Filla de L. Seyler i Anna Henriette Gossler; neta de Johann Hinrich Gossler i Elisabeth Berenberg |
| 24 |        | Henriette Wegner (1805–1875)                      | 1836       |                  | Filla de L. Seyler i Anna Henriette Gossler; neta de Johann Hinrich Gossler i Elisabeth Berenberg; esposa de l'industrial noruec Benjamin Wegner                                                                                            |
| 25 |        | Wilhelm Gossler (1811–1895)                       | 1837–1858  |                  | Fill de Johann Heinrich Gossler; net de Johann Hinrich Gossler i Elisabeth Berenberg |
| 26 |        | Baró John von Berenberg-Gossler (1839–1913)       | 1864–1913  |                  | Fill] de Johann Heinrich Gossler (1805-1879), besnet de Johann Hinrich Gossler y Elisabeth Berenberg |
| 27 |        | Ernst Gossler                                     | 1873–1893  |                  | |
| 28 |        | Senator John von Berenberg-Gossler (1866–1943)    | 1892–1908  |                  | |
| 29 |        | Baron Cornelius von Berenberg-Gossler (1874–1953) | 1898–1953  |                  | |
| 30 |        | Andreas von Berenberg-Gossler (1880–1938)         | 1908–1923  |                  | |
| 33 |        | Baron Heinrich von Berenberg-Gossler (1907–1997)  | 1935–1979  |                  | |

Socis no familiars
| Nº | Imatge | Nom i data                              | Període    | Cap de l'empresa | Notes |
| -- | ------ | --------------------------------------- | ---------- | ---------------- | --- |
| 13 |        | Franz Friedrich Kruckenberg (1746–1819) | 1777‒1819  |                  | Es va unir a Berenberg com a comptable i més tard es va convertir en soci. Estava casat amb la germana petita de Johann Hinrich Gossler, Margaretha Katharina Gossler (1749-1795) i era, per tant, el cunyat de Johann Hinrich Gossler i Elisabeth Berenberg, però no del costat Berenberg de la família. |
| 31 |        | Heinrich Burchard                       | 1920‒1930  |                  | |
| 32 |        | Walter Gleich                           | 1923–1930  |                  | |
| 34 |        | August Rohdewald                        | 1948–1961  |                  | |
| 35 |        | Heinz A. Lessing                        | 1961–1979  |                  | |
| 36 |        | Karl-Theodor Lindemann                  | 1964–1972  |                  | |
| 37 |        | Joachim H. Wetzel                       | 1968–1998  |                  | |
| 38 |        | Baron Peter von Kap-Herr                | 1976–1999  |                  | |
| 39 |        | Joachim von Berenberg-Consbruch         | 1978‒2005  | 1979–2005        | Va néixer Joachim von Consbruch. La seva mare es va casar en segon matrimoni amb Cornelius von Berenberg-Gossler, i posteriorment va combinar el nom del seu padrastre mb el seu propi cognom. |
| 40 |        | Claus-G. Budelmann                      | 1988–2008  |                  | |
| 41 |        | Andreas Odefey                          | 1998–2000  |                  | |
| 42 |        | Hans-Walter Peters                      | Since 2000 | Des de 2005      | |
| 43 |        | Guido M. Sollors                        | 2004–2008  |                  | |
| 44 |        | Andreas Brodtmann                       | Since 2009 |                  | |
| 45 |        | Hendrik Riehmer                         | Since 2009 |                  | |